# Mititei
Mititei – wieś w Rumunii, w okręgu Bistrița-Năsăud, w gminie Nimigea. W 2011 roku liczyła 709 mieszkańców.